# Pulo Drien (Mutiara Timur)
Pulo Drien is een bestuurslaag in het regentschap Pidie van de provincie Atjeh, Indonesië. Pulo Drien telt 520 inwoners (volkstelling 2010).